# Reserva biológica Manuel Alberto Brenes
La Reserva Biológica Alberto Manuel Brenes es una reserva natural en la parte central de Costa Rica. Es parte del Área de Conservación Central; protege área de bosque tropical cercana a San Ramón. La reserva opera bajo la dirección de la Sede de Occidente de la Universidad de Costa Rica y el Sistema Nacional de Áreas de Conservación (SINAC) del Ministerio de Ambiente y Energía (MINAE).

## Historia
La Reserva Biológica Alberto Manuel Brenes (RBAMB) fue creada en 1975 por decreto ejecutivo número 4960-A como Reserva Forestal de San Ramón. En 1991, el decreto ejecutivo 20172-M la redefinió como Zona Protectora de San Ramón. Finalmente, el 20 de agosto de 1993, la ley 7354 fue publicada oficialmente en La Gaceta de gobierno como Reserva biológica Alberto Manuel Brenes.

## Administración
Para la administración de la Reserva, el Consejo de la Universidad de Costa Rica en San Ramón (Sede de Occidente) aprobó en Sesión N.º 521 del 9 de junio de 1993 los Estándares para la administración de la estación. Parte de este artículo indica que la RBAMB tiene que ser administrada por un director, quién será un profesor en la sede de Occidente. Además,  hay un Comité General y un Comité Técnico.
El Comité General consta del Coordinador de Investigación, el director del Departamento de Ciencias Naturales, el director de la Reserva, el director de la Sección de Biología y un profesor de dicha sección. Parte de las actividades de este Comité son: promover y aprobar los programas o planes operativos para la administración de la Reserva, determinar los costes para el uso de instalaciones y decidir sobre la distribución de los recursos económicos, así como mejoras en sus instalaciones. El director actual es el Biólogo M.Sc. Ronald Sánchez Porras.

## Investigación y Publicaciones
La mayoría de las publicaciones (45%) están asociadas con plantas, 12.6% con hongos y líquenes, 2.5% pájaros, 11.4% artrópodos, 3.8% reptiles y anfibios, 16.4% con suelos, nutrientes y clima, 7% administrativos y extensión, y 1.3% en fitoquímica. Hay predominancia en asuntos de ecología de plantas, ecofisiología, diversidad y minerales en plantas.

## Hidrología
La cuenca superior del Río San Lorenzo tiene un área de aproximadamente 16,280 Ha, con alrededor de 7600 Ha dentro de la RBAMB, representando casi 47% del área total de la cuenca. Es posible de definir cinco subcuencas, cada una de las cuales es alimentada por una red extensa compuesta de riachuelos y corrientes, como el Río San Lorenzo, Río San Lorencito, Río Jamaical, Río Grande y Quebrada Palmital. Estas aguas se aprovechan para generación de electricidad en la Central Hidroeléctrica San Lorenzo.

## Zonas de vida
Según el sistema de clasificación de zonas de vida de Holdridge (1967), 80% del área total de la reserva está localizada en el bosque lluvioso premontano; aproximadamente 10% corresponde a Bosque lluvioso montano, el cual incluye de una fila de montañas y volcanes muertos en el límite noreste; un porcentaje pequeño (menos de 1%) en el límite sur corresponde a Bosque premontano húmedo. También hay dos áreas de transición a Bosque tropical muy húmedo en el límite este, entre los ríos Palmital y Jamaical.

## Literatura citada
- Holdridge L. R. (1967). Life Zone Ecology. San José, C.R.: Tropical Science Center. (Traducción del inglés por Humberto Jiménez-Saa: Ecología Basada en Zonas de Vida. San José, C.R.: IICA. 1978)

- Datos: Q4712102